# Adelia Marra
Adelia Marra (Como, 1 maart 1979) is een Italiaans langebaanschaatsster. Ze is begonnen als inline-skater, en won daar diverse wereldbekerwedstrijden. In 2003 werd ze Europees kampioene op de inline-skates. Ze stapte in 2003 met de Olympische Winterspelen van Turijn in het verschiet over naar het ijs.
Datzelfde jaar nog (2003) reed ze haar eerste wereldbekerwedstrijd op het ijs. In 2004 en 2005 deed ze mee aan de Europese Kampioenschappen Allround, maar kon daar geen potten breken en eindigde in de achterhoede (21e en 19e). Het EK Allround van 2006 volbracht ze stukken beter. De dertiende positie in het eindklassement gaf recht op een startplaats op het WK Allround. Ze eindigde op dit toernooi op de 23e positie. Ze was de zevende schaatsster die voor Italië aan het WK Allround deelnam. Marzia Peretti, Elena Belci, Elke Felicetti, Elisabetta Pizio, Chiara Simionato en Nicola Mayr waren haar voor gegaan.
Tussen haar deelname aan het EK- en WK Allround van 2006 nam ze deel aan de Olympische Winterspelen in eigen land. Marra werd 20e op de 3000 meter en 31e op de 1500 meter.
In 2003 won zij de marathon van Hamburg op inlineskates met een tijd van 1:25.35.

## Resultaten
| jaar | NK Allround | NK Sprint | EK Allround | WK Allround | WK Afstanden     | Olympische Spelen   |
| ---- | ----------- | --------- | ----------- | ----------- | ---------------- | ------------------- |
| 2003 | Zilver      | Brons     |             |             |                  |                     |
| 2004 | Zilver      | Zilver    | nc21        |             |                  |                     |
| 2005 | Zilver      |           | nc19        |             | 5e achtervolging |                     |
| 2006 |             | Zilver    | 13e         | nc23        |                  | 31e 1500m 20e 3000m |

### Medaillespiegel
| Kampioenschap | Goud · | Zilver · | Brons · |
| ------------- | ------ | -------- | ------- |
| NK Allround   | 0      | 3        | 0       |
| NK Sprint     | 0      | 2        | 1       |